# مات والش (معلق سياسي)
مات والش (بالإنجليزية: Matt Walsh)‏ (18 يونيو 1986–) هو معلق سياسي وكاتب أمريكي ينتمي للتيار المحافظ الأمريكي. يستضيف بودكاست مات والش شو على ذا دايلي واير. ومؤلف لأربعة كتب، ومقدم الفيلم الوثائقي ما هي المرأة؟.

## الأعمال

### أفلام
| سنة الإصدار | العنوان       | منتج؟ | منتج تنفيذي | ممثل | ملخص                                                          | مصدر  |
| ----------- | ------------- | ----- | ----------- | ---- | ------------------------------------------------------------- | ----- |
| 2022        | ما هي المرأة؟ | لا    | لا          | نعم  | فيلم وثائقي عن رحلة مات والش للإجابة على سؤال "ما هي المرأة؟" | [ 4 ] |